# Inma Cuevas
Inmaculada Cuevas Aragón (Madrid, 1977), coneguda com a Inma Cuevas, és una actriu espanyola de teatre, televisió i cinema. És coneguda principalment pels seus treballs a Mientras dure la guerra (2018), Toc Toc (2017), Vis a vis (2015-2019), La Señora (2008) i Mujeres (2006).

## Biografia
L'any 2000 comença els seus estudis de Art Dramàtic a l'Escola de l'actor Réplika Teatro dirigida per Jaroslaw Bielski. A partir d'aquest moment continua la seva formació en diferents especialitats entrenant-se amb mestres com Zygmunt Molik, José Carlos Plaza, Yayo Cáceres, Tania Arias Winogradow, Will Keen, Fernando Piernas, Ramón Quesada, Carlo Colombaioni i amb Serge Nicolaï i Olivia Corsini de Téâtre du Soleil.
Comença a televisió a la sèrie Mujeres (TVE), dirigida per Dunia Ayaso i Félix Sabroso, on donava vida a la germana petita de la família, Magda. Per aquest treball va rebre el Premi de la Unión de Actores com a Millor Actriu Secundària de TV (2006). Posteriorment treballa en les sèries Herederos, Desaparecida, Traidores 23F, La Señora, La princesa de Éboli, La memoria del agua, Gran Hotel, Stamos Okupa2 i Galerías Velvet entre d'altres. En 2014 inicia el rodatge de Vis a vis,sèrie en la qual interpreta una de les recluses de la presó, Anabel. Per aquesta sèrie ha rebut diverses nominacions i premis, entre ells el Premis Ondas 2015 i dues vegades el Premi Unión de Actores com a Millor Actriu de Repartiment en TV (2015 i 2016).
En 2017 participa en la sèrie La zona dirigida per Jorge Sánchez Cabezudo per a Movistar. En 2018 roda la tercera temporada de Vis a Vis que s'estrena l'abril de 2018 al canal FOX.
Actriu amb gran experiència i reconeixement en teatre, protagonitza Monsieur Goya al Teatro Fernán Gómez, un text de José Sanchis Sinisterra dirigit per Laura Ortega. Mentre es troba de gira amb Mrs. Dalloway de Virginia Woolf dirigida per Carme Portaceli que es va estrenar al Teatro Español. Abans va formar part del repartiment de La Valentía d'Alfredo Sanzol. El 2017 treballà a El ángel exterminador de Luis Buñuel dirigit per Blanca Portillo al Teatro Español. El 2017 i 2016 protagonitzà Comedia Multimedia d'Álvaro Tato dirigida per Yayo Cáceres. El 2016 el seu treball a Historias de Usera, dirigida per Fernando Sánchez Cabezudo, li va valer el Premi de la Unión de Actores com a Millor Actriu Secundària de Teatre.
La seva experiència en cinema comença amb la seva participació en la pel·lícula Noviembre, dirigida per Achero Mañas. Participa a les pel·lícules Clandestinos dirigida per Antonio Hens, Al final del camino dirigida per Roberto Santiago i Lo contrario al amor de Vicente Villanueva. En 2015 roda El silencio de los objetos d'Iván Rojas i Norberto Gutiérrez.
El 2018 ha rodat Mientras dure la guerra d'Alejandro Amenábar on comparteic repartiment amb Karra Elejalde, Nathalie Poza i Eduard Fernández entre d'altres.
En curtmetratges, el seu treball més destacat ha estat el de Meeting with Sarah Jessica de Vicente Villanueva en 2013 pel qual va rebre els premis de millor actriu en els festivals Cortogenia 2013, Setmana de Cinema de Medina del Campo 2014, Premi Millor Interpretació Femenina XXIII Mostra de Cinema Internacional de Palència 2014 Festival de Cinema de Comèdia de Tarassona i el Moncayo 2014, Festival de Curts de Santurzi, Santurzine 2014 i el Festival de Curts de Paracuellos de Jarama 2014. Ha participat també en els curtmetratges Padres, Teo, La Mancha, Burbuja, Física y química i WC.

## Teatre
- Monsieur Goya, una indagación de José Sanchis Sinisterra dirigit per Laura Ortega (2019)
- Mrs. Dalloway de Virginia Woolf dirigit per Carme Portaceli (2019)
- Un Roble de Tim Crouch dirigit per Carlos Tuñón (2018)
- La Valentía de Alfredo Sanzol (2018)
- El ángel exterminador de Luis Buñuel, dirigit per Blanca Portillo (2017 - 2018)
- Regurgitar d'Almudena Ramírez-Pantanella. Lectura dramatizada Fundación SGAE (2017)
- Kramig de Marta Buchaca. Lectura dramatitzada al Torneo de Dramaturgia Teatro Español (2017)
- Comedia Multimedia de Álvaro Tato, dirigida per Yayo Cáceres (2016 - 2017)
- Historias de Usera – diversos autors, dirigida per Fernando Sánchez Cabezudo (2016-2017)
- Constelaciones de Nick Payne - dirigida per Fernando Soto (2014-2016)
- Haz clic aquí escrita i dirigida per José Padilla - Centro Dramático Nacional (2014)
- Cerda escrita i dirigida per Juan Mairena (2013-2014)
- MBIG adaptació de Macbeth - escrita i dirigida per José Martret (2013-2014)
- No son maneras de tratar a una dama escrita per Douglas J. Cohen i dirigida per Pablo Muñoz Chapuli (2013-2014)
- True West de Sam Shepard - dirigit per José Carlos Plaza - Teatros del Canal (2013-2014)
- La nieta del dictador de David Desola - dirigida per Roberto Cerdá (2013)
- The Copla Musical II escrita i dirigida per Alejandro Postigo (2013)
- Anda que no te quiero escrita per Miguel Ángel Flores i dirigida per Pablo Muñoz Chapuli (2013)
- The Copla Musical escrita i dirigida per Alejandro Postigo (2012)
- Burundanga de Jordi Galceran - dirigida per Gabriel Olivares (2012).
- Los últimos días de Judas Iscariote de Stephen Adly Guirgis - dirigida per Adan Black (2012).
- 18C 18D d'Alejandro Melero - dirigida per Chos (2012)
- Trazos de H. M. de Miguel Hernández - dirigit per Inma Cuevas i Dani Gallardo (2011)
- Hamlet in maschera, adaptació de Hamlet - dirigit per Yayo Cáceres (2010)
- Jerez Ciudad deseada de Nuria Pérez Mezquita - dirigit per Pedro Penco (2010)
- Mi primera vez idea original de Ken Davenport - escrita i dirigida per Gabriel Olivares (2009-2011)
- Nuestra Señora de las Nubes d'Arístides Vargas - dirigida per Yayo Cáceres (2009)
- Los cuernos de Don Friolera de Valle Inclán - dirigida per Ángel Facio (2008-2009)
- A la mancha manchega escrita i dirigida per Gabriel Olivares (2008)
- Alicia atraviesa el espejo de Daniel Pérez - dirigida per Jaroslaw Bielski (2007-2008).
- Las brujas de Salem d'Arthur Miller - dirigida per Alberto González Vergel (2007)
- Las princesas busconas d'Ana Morgade - dirigit per Pablo Paz (2007)
- Alicia de Dani Pérez - dirigida per Jaroslaw Bielski (2004-2007)
- Cava Ré d'Eduardo Solís O'Connor (2004-2005)
- Tartufo de Molière - dirigit per Anabel Díez (2004)
- Nuestra cocina d'Alonso de Santos - dirigit per Jaroslaw Bielski (2003-2004)
- La casa del eco de Víctor Contreras (2003-2004)
- El burlador de Sevilla de Tirso de Molina - dirigit per José Luis Saiz (2003)
- La señorita Julia de Strindberg - dirigit per Carmen J. Escalante (2003)
- Tres payasos en acción de Teatro del Finikito (2002)
- Las mujeres sabias de Molière - dirigit per Raquel Vírseda (1998)
- La dama del Alba d'Alejandro Casona - dirigit per Luis de Stóa (1998)

## Televisió
- Vis a vis, interpretant a Anabel Villaroch (2015-2019)
- La zona, interpretant a Fabiana (2017)
- El Club de la Comedia, temporada 12, capítulo 4 (2016)
- Anclados, capítol piloto (2014), no emitido por cambios en el reparto
- Velvet, interpretant a Genoveva (2014)
- Are you app?, interpretant a Alejandra (2013)
- La memoria del agua (2012)
- Stamos Okupa2, episòdic (2012)
- Gran Hotel, interpretant a Eugenia (2011)
- La princesa de Eboli interpretant a María (2010)
- La Señora, interpretant a Rosalía (2009-2010)
- 23-F: Historia de una traición (2009)
- Desaparecida, interpretant a Vanesa (2007)
- Herederos, interpretant a Vicky (2007)
- Mujeres, interpretant a Magda (2006)
- Hospital Central, episòdic interpretant a Marisa (2005)
- Al filo de la ley, episòdic interpretant a la uixier (2005)

## Cinema
| Any  | Pel·lícula                 | Director                        |
| ---- | -------------------------- | ------------------------------- |
| 2018 | Mientras dure la guerra    | Alejandro Amenábar              |
| 2017 | Quién te cantará           | Carlos Vermut                   |
| 2017 | Toc Toc                    | Vicente Villanueva              |
| 2015 | El silencio de los objetos | Iván Rojas i Norberto Gutiérrez |
| 2011 | Lo contrario al amor       | Vicente Villanueva              |
| 2009 | Al final del camino        | Roberto Santiago                |
| 2007 | Clandestinos               | Antonio Hens                    |
| 2006 | Noviembre                  | Achero Mañas                    |

### Curtmetratges
- Meeting with Sarah Jessica de Vicente Villanueva (2013)
- Padres de Javi & Kiko Prada (2013)
- TEO de Sendoa Bilbao (2013)
- La Mancha de Samuel L. Delgado i Helena Girón (2010)
- Burbuja de Gabriel Olivares i Pedro Casablanc (2009)
- Física y Química de Manuel Dañino (2006)
- WC d'Aser Fonseca i Miguel Ángel de Juan (2004)

## Premis i nominacions
2018
- Nominada a Millor Actriu de Repartiment en cinema en els Premis de la Unión de Actores pel seu treball a 'Toc Toc'.

2017
- Nominada a Millor Actriu de Repartiment en una Sèrie als Premis Feroz 2017 pel seu treball a Vis a vis

2016
- Premi a la Millor Actriu Secundària de Teatre als Premis de la Unión de Actores per 'Historias de Usera'.
- Premi a la Millor Actriu de Repartiment de Televisió en els Premis de la Unión de Actores pel seu treball a 'Vis a vis'.

2015
- Premi Ondas Nacional de Televisió a la Millor Intèrpret Femenina de Ficció Nacional pel seu treball a Vis a vis
- Premi a la Millor Actriu de Repartiment de Televisió als Premis de la Unión de Actores pel seu treball a Vis a vis

2014
- Premi a Millor Actriu Protagonista de Teatre sls Premis de la Unión de Actores per 'Constelaciones' (Kendosan Producciones)
- Nominada a Millor Actriu de Repartiment de Teatre en els Premis de la Unión de Actores per 'MBIG'
- Nominada a Millor Actriu Secundària en els Premis de Teatre Musical per 'No son maneras de tratar a una dama'
- Premi Millor Interpretació Femenina XXIII Mostra de Cinema Internacional de Palència per 'Meeting with Sarah Jessica'
- Premio del Jurat Millor Actriu en la 27 Setmana de Cinema de Medina del Campo per 'Meeting with Sarah Jessica'
- Premio Millor Actriu al Festival de Cinema de Comèdia de Tarassona i el Moncayo per 'Meeting with Sarah Jessica'
- Premio Millor Actriu ael Festival de Curts de Santurzi. Santurzine per 'Meeting with Sarah Jessica'
- Premio Millor Actriu al Festival de Curts de Paracuellos de Jarama per 'Meeting with Sarah Jessica'

2013
- Premi a Millor Actriu Secundària de Teatre als Premis de la Unión de Actores per 'Cerda'
- Candidata a Millor Actriu Secundària de Teatre als XVIII Premis MAX de les Arts Escèniques
- Premi Millor Interpretació Femenina Cortogenia per 'Meeting with Sarah Jessica'

2012
- Nominada a Millor Actriu Secundària de Teatre aels Premis de la Unión de Actores per 'Los últimos días de Judas Iscariote'

2009
- Nominada a Millor Actriu de Repartiment en TV als Premis de la Unión de Actores per 'La Señora'

2006
- Premi a Millor Actriu Secundària de TV als Premis de la Unión de Actores per 'Mujeres'